# NSS-K
O NSS-K (anteriormente denominado de Satcom K4 e Intelsat K) era um satélite de comunicação geoestacionário construído pela Lockheed Martin. Ele esteve localizado na posição orbital de 21,5 graus de longitude leste e era de propriedade da SES World Skies. O satélite foi baseado na plataforma AS-5000 e sua expectativa de vida útil era de 10 anos. O mesmo saiu de serviço em agosto de 2002 e foi transferido para uma órbita cemitério.

## História
O satélite foi comprado da Intelsat pela New Skies e renomeado para NSS-K. Ele também é o ex-Satcom K4 da GE Americom.

## Lançamento
O satélite foi lançado com sucesso ao espaço no dia 10 de julho de 1996, por meio de um Atlas-Centaur a partir da Estação da Força Aérea de Cabo Canaveral, na Flórida, EUA. Ele tinha uma massa de lançamento de 2836 kg.

## Capacidade
O era equipado com 16 transponders em banda Ku.